# Ioscytus franciscanus
Ioscytus franciscanus är en insektsart som beskrevs av Drake 1949. Ioscytus franciscanus ingår i släktet Ioscytus och familjen strandskinnbaggar. Inga underarter finns listade i Catalogue of Life.